# Musa muluensis
Musa muluensis là một loài thực vật có hoa trong họ Musaceae. Loài này được M.Hotta miêu tả khoa học đầu tiên năm 1967.